# Pro Napoli Sport Club 1920-1921
Questa voce raccoglie le informazioni riguardanti il Pro Napoli nelle competizioni ufficiali della stagione 1920-1921.

## Divise
| Manica sinistra · Manica sinistra · Maglietta · Maglietta · Manica destra · Manica destra · Pantaloncini · Calzettoni · Calzettoni |

## Organigramma societario
Area direttiva
- Presidente: Murè Baiona

Area tecnica
- Allenatore:

## Rosa
| N. |                   | Ruolo | Calciatore  |
| -- | ----------------- | ----- | ----------- |
|    | Italia (bandiera) | P     | Baldes      |
|    | Italia (bandiera) |       | Catania     |
|    | Italia (bandiera) |       | Berrone     |
|    | Italia (bandiera) |       | Cafaggi     |
|    | Italia (bandiera) |       | Iaquinto    |
|    | Italia (bandiera) |       | Della Croce |
|    | Italia (bandiera) |       | Albaneo     |

| N. |                   | Ruolo | Calciatore     |
| -- | ----------------- | ----- | -------------- |
|    | Italia (bandiera) |       | Gherardi       |
|    | Italia (bandiera) |       | Lupano         |
|    | Italia (bandiera) |       | Contini        |
|    | Italia (bandiera) |       | Maisto         |
|    | Italia (bandiera) |       | Luigi De Manes |
|    | Italia (bandiera) |       | Pugliatti      |
|    | Italia (bandiera) |       | Lippolis       |

## Risultati

### Prima Categoria

#### Girone Campano

##### Girone di andata
| Napoli 19 novembre 1920 1ª giornata | Pro Napoli | 3 – 0 | Audacia Napoli |  |

| Arbitro: | Moretti |

|  |           |                      |
|  | Marcatori | ?’ Lupano ?’ Contini |

| Napoli 19 dicembre 1920 3ª giornata | Bagnolese | 2 – 0 | Pro Napoli | Campo ILVA |

##### Girone di ritorno
| Napoli 9 gennaio 1921 4ª giornata | Audacia Napoli | 1 – 4 | Pro Napoli |  |

| Arbitro: | Cammarota |

|  |           |                |
|  | Marcatori | ?’ Reichlin II |

| Napoli 23 gennaio 1921 6ª giornata | Pro Napoli | 1 – 2 | Bagnolese |  |

## Statistiche
Statistiche aggiornate al 23 gennaio 1921.

### Statistiche di squadra
| Competizione    | Punti | In casa | In casa | In casa | In casa | In casa | In casa | In trasferta | In trasferta | In trasferta | In trasferta | In trasferta | In trasferta | Totale | Totale | Totale | Totale | Totale | Totale | DR |
| Competizione    | Punti | G       | V       | N       | P       | Gf      | Gs      | G            | V            | N            | P            | Gf           | Gs           | G      | V      | N      | P      | Gf     | Gs     | DR |
| --------------- | ----- | ------- | ------- | ------- | ------- | ------- | ------- | ------------ | ------------ | ------------ | ------------ | ------------ | ------------ | ------ | ------ | ------ | ------ | ------ | ------ | -- |
| Prima Categoria | 6     | 3       | 1       | 0       | 2       | 4       | 3       | 3            | 2            | 0            | 1            | 6            | 3            | 6      | 3      | 0      | 3      | 10     | 6      | +4 |
| Totale          | 6     | 3       | 1       | 0       | 2       | 4       | 3       | 3            | 2            | 0            | 1            | 6            | 3            | 6      | 3      | 0      | 3      | 10     | 6      | +4 |

### Statistiche dei giocatori[2]
| Giocatore   | Prima Categoria | Prima Categoria |
| Giocatore   | Presenze        | Reti            |
| ----------- | --------------- | --------------- |
| Albaneo     | 1+              | 0+              |
| Baldes      | 2+              | -1+             |
| Berrone     | 2+              | 0+              |
| Cafaggi     | 2+              | 0+              |
| Catania     | 2+              | 0+              |
| Contino     | 2+              | 1+              |
| L. De Manes | 1+              | 0+              |
| Della Croce | 1+              | 0+              |
| Gherardi    | 1+              | 0+              |
| Iaquinto    | 2+              | 0+              |
| Lippolis    | 1+              | 0+              |
| Lupano      | 2+              | 1+              |
| Maisto      | 2+              | 0+              |
| Pugliatti   | 1+              | 0+              |